# Кучерівка (Лубенський район)
Кучерівка — колишнє село в Україні. Підпорядковувалося Березівській сільській раді Лубенського району Полтавської області.
Вперше згадане як «хутір Кучеренків» на 3-версній карті 1860-1870-х років.
Розташовувалося за 300 м на захід від села Кревелівка. Планування було хутірське. Станом на 1987 рік фігурувало як нежитлове. Зняте з обліку 11 липня 1990 року.
Територія колишнього села повністю розорана, зберігся цвинтар.

## Населення
Згідно з переписом УРСР 1989 року у селі проживало лише 2 жінки.